# Callonychium mandibulare
Callonychium mandibulare là một loài Hymenoptera trong họ Andrenidae. Loài này được Friese mô tả khoa học năm 1916.